# Liste du patrimoine immobilier classé de Leuze-en-Hainaut
Cette page regroupe l'ensemble du patrimoine immobilier classé de la ville belge de Leuze-en-Hainaut.
| Objet                                                              | Année de construction / Architecte | Adresse                  | Section communale | Coordonnées                      | Numéro d’inventaire | Illustration                                               |
| ------------------------------------------------------------------ | ---------------------------------- | ------------------------ | ----------------- | -------------------------------- | ------------------- | ---------------------------------------------------------- |
| La tour et l'église Saint-Pierre                                   |                                    |                          |                   | 50° 36′ 02″ nord, 3° 37′ 21″ est | 57094-CLT-0001-01   | La tour et l'église Saint-Pierre                           |
| Château de La Catoire                                              |                                    | Rue de la Catoire, n° 11 |                   | 50° 36′ 05″ nord, 3° 40′ 53″ est | 57094-CLT-0003-01   | Château de la Catoire                                      |
| Moulin à eau de La Catoire, également dénommé Moulin d'Anfroidpont |                                    |                          |                   | 50° 35′ 54″ nord, 3° 41′ 01″ est | 57094-CLT-0004-01   | Image manquanteTéléverser                                  |
| L'église Saint-Michel à l'exception de la tour à Grandmetz         |                                    | Grandmetz                |                   | 50° 37′ 22″ nord, 3° 37′ 56″ est | 57094-CLT-0006-01   | L'église Saint-Michel à l'exception de la tour à Grandmetz |
| Pilori se trouvant dans la cour du presbytère                      |                                    |                          |                   | 50° 37′ 22″ nord, 3° 37′ 55″ est | 57094-CLT-0007-01   | Image manquanteTéléverser                                  |
| Le Parc communal Le Coron                                          |                                    |                          |                   | 50° 35′ 40″ nord, 3° 37′ 03″ est | 57094-CLT-0008-01   | Image manquanteTéléverser                                  |